# Wamel
Wamel – dzielnica (Ortsteil) wiejskiej gminy Möhnesee w powiecie Soest, w kraju związkowym Nadrenia Północna-Westfalia, w rejencji Arnsberg.

## Geografia

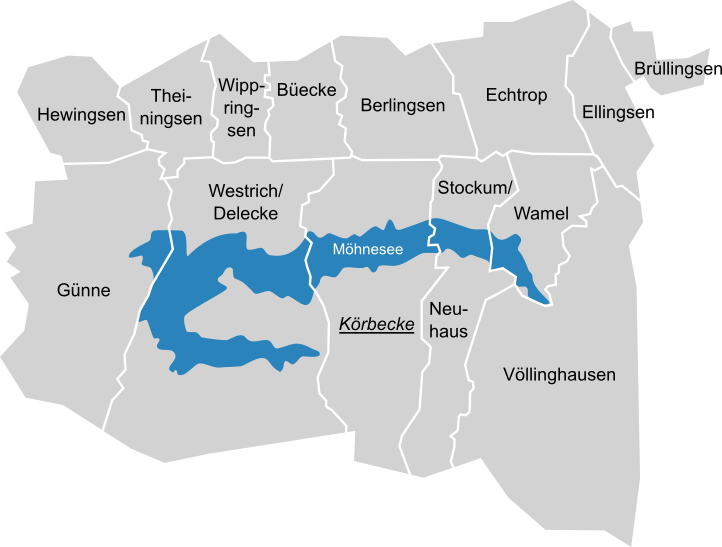
Podział administracyjny Möhnesee

Wamel leży we wschodniej części gminy Möhnesee i graniczy z pięcioma innymi dzielnicami: Echtrop i Ellingsen, Völlinghausen, Neuhaus i Stockum. Na terenie dzielnicy znajduje się jezioro Möhnesee.

## Demografia
Według spisu ludności z grudnia 2024 roku, w Wamel mieszkało 677 mieszkańców, co stanowi 5,55% wszystkich mieszkańców Möhnesee. 352 mieszkańców to mężczyźni, a 325 to kobiety. Dla 633 mieszkańców Wamel jest głównym miejscem zamieszkania, a dla 44 drugim miejscem zamieszkania.

## Etymologia
Nazwa dzielnicy pochodzi od staroniemieckiego przymiotnika wānam, wānom, wānum (pol. ładny, jasny, błyszczący) i końcówki -mal. Z biegiem lat obydwie litery m zostały łączone w jedną. W XVI wieku w nazwie pojawiła się litera b, która ostatecznie została usunięta. Wamel oznacza więc "jasne lub błyszczące miejsce".

## Historia
Najstarsze wzmianki o Wamel pochodzą z 1090 roku. Wtedy miejsce to nazywało się Vvamalo.

### Reorganizacja gmin
Według § 1 "Name, Bezeichnung, Gebiet" zawartego w "Hauptsatzung der Gemeinde Möhnesee, Kreis Soest" (Główne statuty gminy Möhnesee, powiat Soest) Wamel jest, wraz z czternastoma innymi dzielnicami, od 1 lipca 1969 roku częścią gminy Möhnesee.

## Polityka
Od 1 listopada 2020 roku burmistrzem (niem. Ortsvorsteher) Wamel jest Harald Beckers, który jest członkiem partii CDU/CSU.